# موزه علم

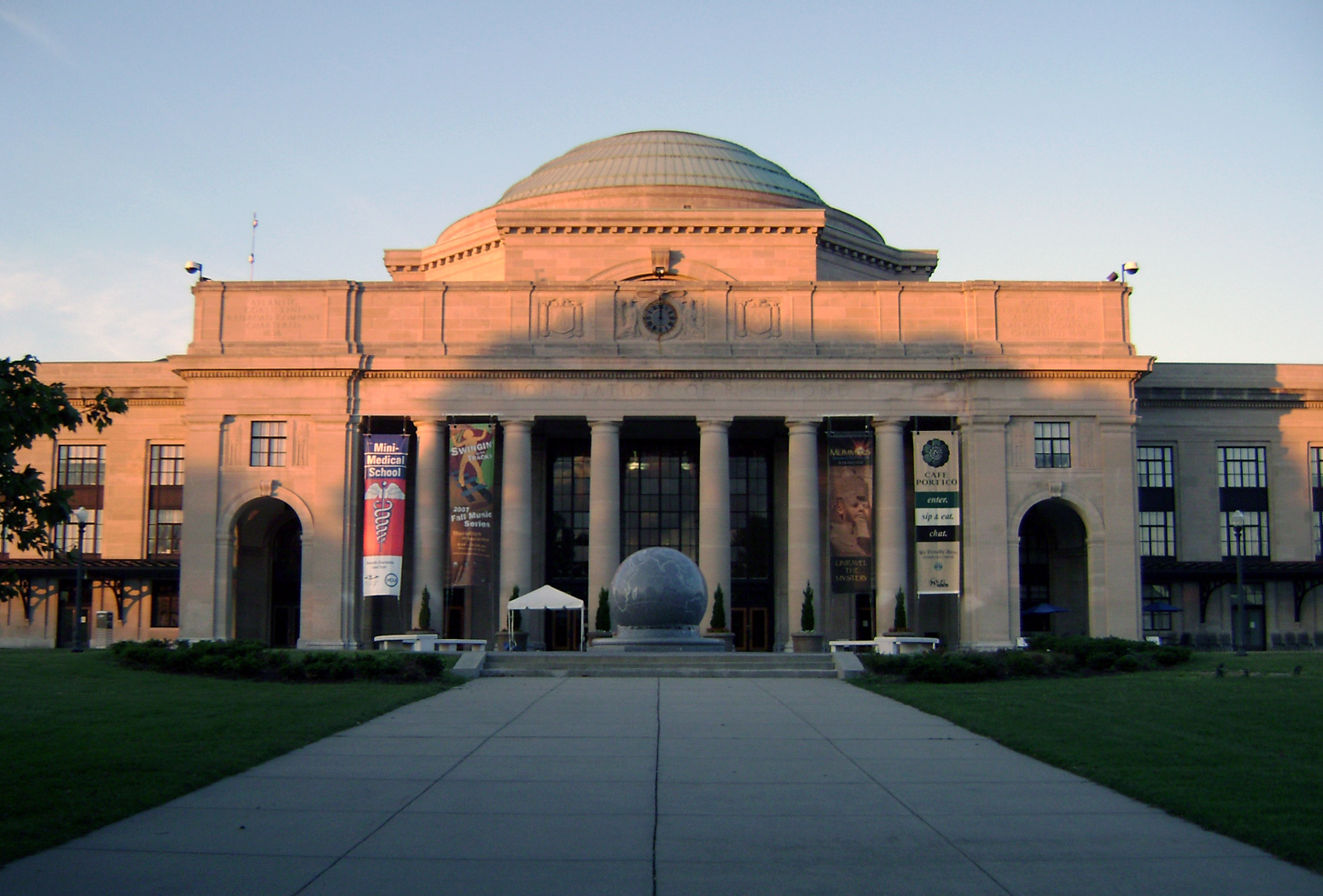
ورودی موزه علم ویرجینیا

موزه علم گونه‌ای موزه است که پدیده‌ها و مفاهیم و اشیا مربوط به علم و فن‌آوری را در دسترس بازدیدکنندگان می‌گذارد. موزه علم را گاه مرکز علم یا کاوشکده نیز می‌نامند.
در گذشته موزه‌های علم بیشتر به نمایش ایستای اشیا و نمونه‌های تاریخ طبیعی و زمین‌شناسی و اشیای تاریخی مربوط به علم و صنعت می‌پرداختند اما در دهه‌های اخیر نمایشگاه‌های تعاملی علمی در کاوشکده‌ها، سعی در تشویق بازدیدکنندگان به تعامل و آزمایش با نمایه‌های موزه دارند.

## موزه‌های مشهور علم
- موزه ملی آلمان
- شهر علم و فن‌آوری (لاویلت) در پاریس
- موزه اکتشاف پاریس
- مرکز علم انتاریو در تورنتو
- موزه علم بوستون
- موزه علم لندن
- اکسپلوراتوریم در سان‌فرانسیسکو